# Challenger de Dallas 2015
El RBC Tennis Championships of Dallas 2015 fue un torneo de tenis profesional jugado en canchas duras. Fue la decimoctava edición del torneo que fue parte de la ATP Challenger Tour 2015. Tuvo lugar en Dallas, Estados Unidos, entre el 2 y el 8 de febrero de 2015.

## Jugadores participantes del cuadro de individuales

### Cabezas de serie
| Favorito | País                      | Jugador             | Rank1 | Posición en el torneo |
| -------- | ------------------------- | ------------------- | ----- | --------------------- |
| 1        | Bandera de Kazajistán     | Mikhail Kukushkin   | 51    | Primera ronda         |
| 2        | Bandera de Rusia          | Teimuraz Gabashvili | 67    | Semifinales           |
| 3        | Bandera de Eslovenia      | Blaž Rola           | 80    | Primera ronda         |
| 4        | Bandera de Estados Unidos | Tim Smyczek         | 112   | CAMPEÓN               |
| 5        | Bandera de Estados Unidos | Denis Kudla         | 123   | Segunda ronda         |
| 6        | Bandera de Rumania        | Victor Hănescu      | 134   | Segunda ronda         |
| 7        | Bandera de Estados Unidos | Rajeev Ram          | 140   | FINAL                 |
| 8        | Bandera de Portugal       | Gastão Elias        | 143   | Primera ronda         |

- 1 Se ha tomado en cuenta el ranking del 19 de enero de 2015.

### Otros participantes
Los siguientes jugadores recibieron una invitación, por lo tanto ingresan directamente al cuadro principal (WC):
- Thai-Son Kwiatkowski
- Eric Quigley
- Connor Smith
- Ryan Sweeting

Los siguientes jugadores ingresan al cuadro principal tras disputar el cuadro clasificatorio (Q):
- Dimitar Kutrovsky
- Cameron Norrie
- Andréi Rubliov
- Maxime Tchoutakian

## Campeones

### Individual Masculino
Challenger de Dallas 2015 (individual masculino)
- Tim Smyczek derrotó en la final a  Rajeev Ram por 6–2, 4–1 retiro.

### Dobles Masculino
Challenger de Dallas 2015 (dobles masculino)
- Denys Molchanov /  Andréi Rubliov derrotaron en la final a  Hans Hach Verdugo /  Luis Patiño por 6–4, 7–6(7–5).